# Welwitschvleermuis
De welwitschvleermuis (Myotis welwitschii)  is een zoogdier uit de familie van de gladneuzen (Vespertilionidae). De wetenschappelijke naam van de soort werd voor het eerst geldig gepubliceerd door Gray in 1866.